# Antistio Sosiano
Antistio Sosiano (I secolo – I secolo) è stato un politico romano.
Nel 56 divenne tribuno della plebe. La sua carriera politica si affievolì allorché nel 62 perse l'ufficio di pretore, poiché aveva scritto un pamphlet contro l'imperatore Nerone. Gli fu evitata la condanna a morte e comminato l’esilio grazie all’intervento di Publio Clodio Trasea Peto. Nel 66 fu richiamato a Roma, per incriminare Publio Anteio Rufo e Marco Ostorio Scapula. Gaio Licinio Muciano, generale dell'imperatore Vespasiano, lo fece nuovamente bandire da Roma nel 70.

### Fonti antiche
- Tacito, Annali 14, 48 f.; 16, 14
- Tacito, Storia 4, 44